# Сакаи, Нэнэ
Нэнэ Сакаи (яп. 酒井寧々; 2 декабря 1995 года) — японская конькобежка, бронзовый призёр чемпионата мира среди юниоров в командной гонке, 3-кратная чемпионка Японии на отдельных дистанциях, многократная призёр чемпионата Японии. Выступала за команду "Fujikyu Group" с апреля 2019 года.

## Биография
Нэнэ Сакаи начала кататься на коньках в возрасте 6-х лет в Сарабецу, округ Токати. В начальной школе она записалась в команду по конькобежному спорту. 
С 13 лет участвовала в соревнованиях средней школы, а с 2010 года стала выступать на Всеяпонском чемпионате среди взрослых. В 2013 году она дебютировала на Кубке мира среди юниоров, а через год заняла 2-е место в многоборье на чемпионате Японии среди юниоров и дебютировала на юниорском чемпионате мира в Бьюгне, где сразу вместе с партнёрами выиграла "бронзу" в командной гонке.

В сезоне 2016/17 заняла 3-е место на студенческом чемпионате Японии на дистанции 1500 м и 3000 м, а также на зимней Универсиаде в Алма-Аты выиграла "серебро" в забегах на 5000 м и в масс-старте, а также "бронзу" в командной гонке. В декабре 2017 года не отобралась на олимпиаду 2018 года, заняв 7-е места на дистанциях 3000 и 5000 м, но выиграла чемпионат Японии среди студентов в забеге на 3000 м. 
В сезоне 2018/19 она впервые была отобрана на Кубок мира. В 2019 году она впервые стала чемпионкой Японии на дистанции 5000 м и в масс-старте и заняла 2-е место в сумме многоборья, в том же году дебютировала на чемпионате мира на отдельных дистанциях в Инцелле, где заняла 10-е место в забеге на 5000 м. В апреле 2019 года стала выступать за команду "Fujikyu Group". В 2020 году дважды стала второй на Всеяпонском чемпионате на отдельных дистанциях. 
На чемпионате мира в Солт-Лейк-Сити заняла 18-е место в беге на 3000 м и 11-е на 5000 м. В начале марта заняла 20-е место в многоборье на чемпионате мира в Хамаре. В 2021 году Сакаи участвовала только в национальных чемпионатах и заняла 2-е место в забеге на 5000 м. В октябре 2021 года выиграла чемпионат страны на дистанции 5000 м, а в декабре заняла 3-е место на этой дистанции на олимпийском отборе и 6-е место в забеге на 3000 м, а в январе заняла 2-е место и была выбрана в резерв на олимпиаду. В 2022 году завершила карьеру спортсменки.

## Личная жизнь
Нэнэ Сакаи окончила неполную среднюю школу Сарабецу и коммерческую среднюю школу Обихиро Минами. Обучалась в Университете здравоохранения и социального обеспечения Такасаки в области питания. Она работает офисным сотрудником.

## Награды
- 2011 — получила спортивную премию Хоккайдо за поддержку в Японии